# Holograf Patru
Holograf Patru (sau Holograf 4) este un maxi-single al formației Holograf, apărut în anul 1990 la casa de discuri Electrecord. Înregistrat în septembrie 1989, lansarea a fost întârziată până în luna februarie a anului următor, întrucât Electrecord nu edita discuri de tip maxi-single în formatul mare de vinil de 12" (30 cm). În cele din urmă, discul a fost lansat în mai multe ediții: cu etichete albe, negre și coperte diferite. Conține patru melodii și reprezintă singurul maxi-single din istoria formației. Piesa „Oriunde te vei afla” a fost imprimată inițial în studioul Radio România, fiind apoi reînregistrată în studioul Tomis–Electrecord pentru acest disc. Aceasta, împreună cu „Vreau să te văd zâmbind”, au fost refăcute cu texte în limba engleză, fiind incluse pe albumul World Full of Lies, lansat în Italia în 1993.

## Lista pieselor
1. Vreau să te văd zâmbind
2. Oriunde te vei afla
3. Poate că e noaptea
4. Om singur

Muzică și versuri: Holograf

## Personal
- Dan Bittman – solist vocal
- Nuțu Olteanu – chitară solo, voce
- Iulian Vrabete – chitară bas, voce
- Tino Furtună – claviaturi
- Edi Petroșel – baterie

Înregistrări muzicale și mixaje efectuate în studioul Tomis–Electrecord, București, septembrie 1989. Maestru de sunet: Theodor Negrescu. Redactor muzical: Romeo Vanica. Transpunere: Ion Frățilă. Grafică: Antal Ianoși, Tino Furtună/Holograf. Sunetist: Vlad Gorcinski. Lumini: Cristi Nemuc. Impresar: Aurel Mitran.

## Legături externe
- Albumul Holograf Patru pe YouTube
- Albumul Holograf Patru Arhivat în 28 mai 2023, la Wayback Machine. pe Deezer